# Revoli Campbell
Revoli Campbell (ur. 4 lipca 1972) – jamajska lekkoatletka specjalizująca się w biegach sprinterskich.

## Sukcesy sportowe
W 1988 r. zdobyła w Nassau dwa złote medale mistrzostw Ameryki Środkowej i Karaibów juniorek do 17 lat (na dystansie 200 i 400 metrów), natomiast w 1990 r. zdobyła w Hawanie dwa złote medale mistrzostw Ameryki Środkowej i Karaibów juniorek do 20 lat (na dystansie 100 i 200 metrów). W 1990 r. zdobyła w Płowdiwie tytuł mistrzyni świata juniorek w biegu sztafetowym 4 × 100 metrów (podczas tych zawodów zajęła również 4. miejsce w finale biegu na 200 metrów). W 1994 r. zdobyła w Victorii srebrny medal Igrzysk Wspólnoty Narodów w biegu sztafetowym 4 × 400 metrów. W 1995 r. zdobyła w Gwatemali srebrny medal mistrzostw Ameryki Środkowej i Karaibów w biegu na 200 metrów, wystąpiła również w reprezentacji kraju na rozegranych w Göteborgu mistrzostwach świata (na zawodach tych zajęła wspólnie z jamajskimi sprinterkami 2. miejsce w finale biegu sztafetowego 4 × 400 metrów, jednakże po zakończeniu biegu sztafeta jamajska została zdyskwalifikowana i nie otrzymała medalu).

## Rekordy życiowe
- bieg na 100 metrów – 11,62 – Meksyk 23/05/1998
- bieg na 200 metrów – 23,09 – Spokane 22/07/1990
- bieg na 400 metrów – 52,79 – Kingston 28/06/1996